# Renata Polverini
Renata Polverini (ur. 14 maja 1962 w Rzymie) – włoska polityk i działaczka związkowa, od 2010 do 2013 prezydent regionu Lacjum, deputowana.

## Życiorys
Zawodowo przez wiele lat związana z główną centralą związkową CISNAL, następnie z Unione Generale del Lavoro. Reprezentowała tę organizację w Europejskim Komitecie Ekonomiczno-Społecznym. Była zastępcą sekretarza generalnego (1999–2005), a w 2006 powołano ją na stanowisko sekretarza generalnego UGL, organizacją tą kierowała do 2010.
W grudniu 2009 ogłoszono ją kandydatką bloku centroprawicy (z Ludem Wolności na czele) na urząd prezydenta Lacjum. W wyniku wyborów regionalnych z w 2010 została prezydentem tego regionu. Weszła następnie w skład Komitetu Regionów.
W 2012 podała się do dymisji. W wyborach w 2013 uzyskała mandat posłanki do Izby Deputowanych XVII kadencji, utrzymała go również w wyborach w 2018 z ramienia Forza Italia. Partię tę opuściła w styczniu 2021 po głosowaniu za wotum zaufania dla rządu Giuseppe Contego. Powróciła do FI jeszcze w tyn samym roku.